# Ökonomische Botanik
Ökonomische Botanik war ein Zweig der Botanik mit seinem Ursprung im 18. Jahrhundert. Sie ist Vorläufer  der modernen Bioökonomie.
Im Kern bedeutet es die wirtschaftliche Nutzung natürlicher Ressourcen insbesondere im Forst, als sich insbesondere unter kameralistisch gebildeten Nichtforstfachleuten Erkenntnis langsam durchsetzte, dass der Rohstoff Holz aus dem Forst infolge Raubbaus nicht mehr in unbegrenzter Menge zur Verfügung stand. Aus der ökonomischen Botanik entwickelte sich die Forstbotanik.  Einer der Ersten, der es lehrte, war Karl Christian Gottlob Sturm. Sturm lehrte sie in Jena und im ehemaligen Kammergut Tiefurt. Georg Adolph Suckow veröffentlichte das erste Lehrbuch zur ökonomische Botanik 1777.